# Малое Ларионово
Малое Ларионово — деревня в Тонкинском районе Нижегородской области России.
По закону № 1557-III от 28 июля 2005 деревня являлась административным центром Малоларионовского сельсовета, с 2009 расформированного и включенного в Бердниковский сельсовет.
| 2002 | 2010 |
| ---- | ---- |
| 95   | ↘67  |